# Haematopota equitibiata
Haematopota equitibiata är en tvåvingeart som beskrevs av Schuurmans Stekhoven 1926. Haematopota equitibiata ingår i släktet Haematopota och familjen bromsar. Inga underarter finns listade i Catalogue of Life.